# Eon (músico)
Ian Loveday, conocido como Eon (22 de septiembre de 1954 – Londres, 17 de junio de 2009), fue un músico británico, pionera del rave.
Loveday era hijo del violinista Alan Loveday y de la pianista Ruth Stanfield.
Sus temas llegaron a las estaciones de radio pirata de principios de la década de los 90 en Londres, y luego aparecieron en vinilo a través de pequeños sellos como BAAD y Vinyl Solution. Lanzó (Void Dweller ), con sus ritmos oscuros y duros, en Columbia Records en septiembre de 1992. Utilizó muestras de Dune de David Lynch, la serie Más allá del límite, y temas de la película de terror Basket Case.
Su sonido fue un vínculo entre el techno temprano de Detroit y la música de baile contemporánea. A principios de la década de los 90, este lanzamiento fue pinchado por DJ y músicos y fue muy influyente. Eon era conocido por la canción acid techno llamada "Spice", que fue lanzada en noviembre de 1990. Más adelante en su carrera, trabajó con Baby Ford y Bizarre Inc., y lanzó sencillos. en Trelik Records y Electron Industries.
Loveday falleció el 17 de junio de 2009 en Londres, por complicaciones con una neumonía.

## Discografía

### Álbumes
- Void Dweller (1992)
- Sum of Parts (2002)
- Device (2006)

### Singles
- Light Colour Sound (Vinyl Solution - Storm 3) 12" (1988)
- Infinity (Vinyl Solution - Storm 4) 12" (1989)
- Inner Mind (Vinyl Solution - Storm 14) 12" (1990)
- Spice (Vinyl Solution - Storm 22) 12" (1990)
- Fear: The Mindkiller (Vinyl Solution - Storm 33) 12" (1991)
- Basket Case (Vinyl Solution - Storm 39) 12" (1992)
- Worlds Beyond (Vinyl Solution -Storm 66) 12" (1993)
- A Kind Of Living (Vinyl Solution - Storm 96) 12" (1994)
- Wave Angel (Electron Industries - TRON 2) 12" (1995)
- Phase Test (Electron Industries - TRON 8) 12" (1996)
- Absorbed (Longhaul - LH 01-6) 12" (2001)
- Tantalus V5 (Longhaul - LH 05-6) 12" (2002)
- Magazines Will Kill You (Umami - 12003) 12" (2005)

### EP's
- Cybertone (Vinyl Solution - EON 2) 2x12" (Promo 1994)
- D:Delta (PAL - SL2) 12" (1997)
- Component X (krack tronik- KRAK 013) 12" (2007)